# یوتی‌سی ۲:۰۰-

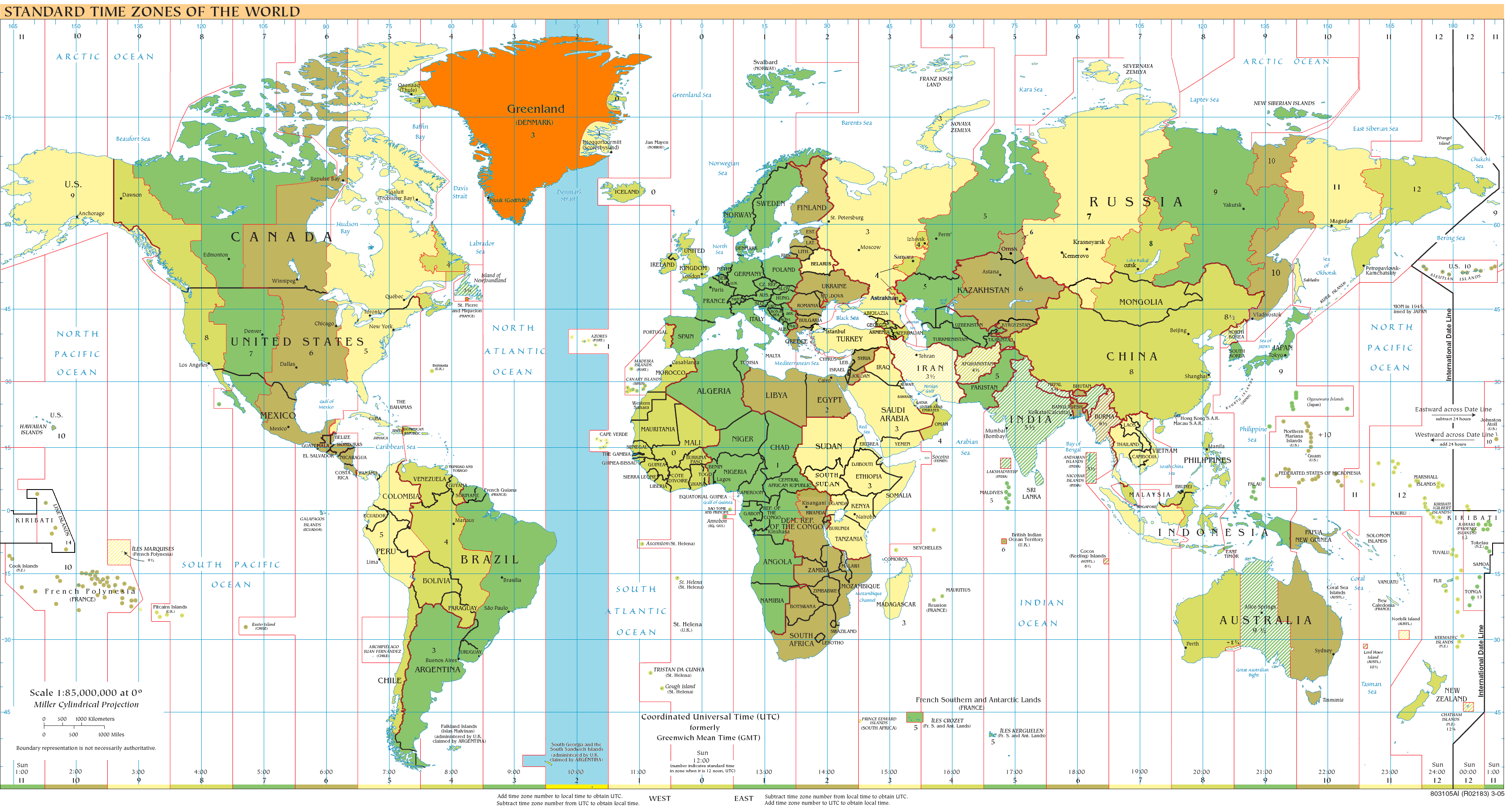
گرینویچ-۲: آبی (دسامبر)، نارنجی (ژوئن)، زرد (در تمام طول سال)، آبی روشن - مناطق دریایی

هم‌اکنون زمان‌بندی گرینویچ منفی ۰۲:۰۰ (به انگلیسی: UTC-02:00) برای اندازه‌گیری زمان کاربرد دارد.

## زمان استاندارد در تمام سال
- برزیل - جزایر اقیانوس - فرناندو دی نوروها،  Trindade, Martim Vaz, etc.
- جزایر جورجیای جنوبی و ساندویچ جنوبی (انگلستان)

## وقت تابستانی نیمکره جنوبی
- برزیل - مناطق فدرال برزیل، اسپیریتو سانتو، گوییاس، میناس گرایس، پارانا (برزیل), ریو دو ژانیرو، ریو گرانده دو سول، سانتا کاتارینا، ایالت سائوپائولو
- اروگوئه

## وقت تابستانی نیمکره شمالی
- گرینلند (دانمارک) - بیشتر آیسلند
- سنت پیر و ماژلان (فرانسه) - شناخته‌شده به عنوان DST آمریکا شمالی